# Марти, Пьер
Пьер Марти (фр. Pierre Marty; 11 марта 1918, Сен-Сере, Франция — 14 июня 1993, Вильжюиф) — французский психоаналитик и психиатр. В основном известен своим вкладом в исследования психосоматики.

## Биография
Пьер Марти провел студенческие годы в северном пригороде Парижа, где его отец работал учителем. В детстве и юношестве болезни родственников вызывали у него сильное беспокойство и он утверждал, что это послужило его интересом к психосоматике. После окончания лицея он начал изучать медицину, затем психиатрию, и прошел личный анализ в 1947 году у Марка Шлюмбергера. 
К концу 1940-х годов возникла Парижская школа психосоматики, объединившая группу психоаналитиков Парижского психоаналитического общества, среди которых были П. Марти, М. Фейн, М. де М'Юзан, Ш. Давид, а также присоединились другие специалисты. Ранние исследования, проводившиеся П. Марти индивидуально или совместно с М. Фейном, касались пациентов с такими симптомами, как головные боли, боли в спине или аллергии, и относятся к началу 1950-х годов. Эти исследователи отмечали недостаточность невротических защитных механизмов и рассматривали соматические симптомы как заместительные проявления, однако лишённые символического значения, подобно истерически-конверсионному симптому. Именно тогда возникло понятие соматической регрессии, аналогичное концепту либидинальной психической регрессии. 
Пьер Марти участвовал в создании в 1950-х годах Парижской школы психосоматики.
Марти быстро поднялся в рядах Французского общества психоанализа. Избранный ассоциированным членом 20 июня 1950 года, он стал полноправным членом 20 мая 1952 года, а 20 января 1953 года Жак Лакан, тогдашний президент ФОП, выбрал его своим секретарем (должность, которую он занимал до 1961 года). Таким образом, Марти смог непосредственно следить за событиями, которые привели к расколу в SPP, после ухода Лакана и основателей Французского общества психоанализа. Марти был неотъемлемой частью этих событий, но он никогда не колебался в своем решении остаться в SPP. Он установил прочные связи с Сашей Нахтом, Фрэнсисом Паше, Морисом Буве и многими другими. Уже в то время у него проявился интерес к психосоматике.
К началу 1960-х годов был завершён и опубликован обширный теоретико-клинический труд «Исследование психосоматики», созданный усилиями П. Марти, М. де М’Юзана и Ш. Давида (1962). Этот труд ознаменовал собой рождение психосоматики как самостоятельной психоаналитической дисциплины. Сформировались новые клинические подходы, включая концепцию депрессии без объекта, операционального мышления, механизма редупликации, а также перспективу экономического подхода, который стал основным направлением в изучении тяжёлых соматических заболеваний.
В кругу «Парижского психосоматического кружка» впервые появился термин «ментализация», который был введен в дискурс в начале 1960-х годов психоаналитиками Мишелем Файном и Кристианом Давидом.
В 1972 году совместно с Мишелем Фейном основал Парижский институт психосоматики (IPSO), который впоследствии получил его имя. Он был его главным врачом, затем научным руководителем.

## Основные труды
- Les mouvements individuels de vie et de mort. Essai d’économie psychosomatique, Payot, 1998, (ISBN 2228891827)
- L'Ordre psychosomatique, Paris, Payot, 1980, (ISBN 2-228-89181-9)
- (coll.) L'Investigation psychosomatique, avec Michel de M'Uzan et Christian David, Paris, Puf, coll. « Quadrige », 2003 (ISBN 213053337X)
- La Psychosomatique de l'adulte, Paris, Puf, coll. « Que sais-je ? » ; 6e édition 2004, (ISBN 2130547354)

## Личная жизнь
Марти женился на Симоне Фейн, сестре Мишеля Фейна, и у них была одна дочь, Кэтрин. Марти стал вдовцом в 1963 году и больше никогда не женился.